# Яминский сельсовет (Минская область)
Яминский сельсовет — упразднённая единица на территории Любанского района Минской области Республики Беларусь.

## Состав
Яминский сельсовет включал 6 населённых пунктов:
- Заельное — деревня.
- Навгольное — деревня.
- Озломль — деревня.
- Переспа — деревня.
- Тройчаны — деревня.
- Яминск — деревня.